# Бернард Вуд
Бернард (Берні) Вуд — британський геолог, професор мінералогії та старший науковий співробітник Оксфордського університету. Він спеціалізується на термодинаміці геологічних систем, використовуючи експериментальні методи. Він є видатною фігурою в галузі експериментальної петрології, за свою кар’єру отримав численні нагороди та викладав у кількох університетах по всьому світу.

## Праці
Holloway, J. R., & Wood, B. J. (1989). Simulating the Earth: Experimental Geochemistry. Springer.
Wood, B. J., & Fraser, D. G. (1976). Elementary Thermodynamics for Geologists. Oxford University Press.